# BOS-Handsprechfunkgerät
Unter BOS-Handsprechfunkgerät oder Handsprechfunkgerät bzw. Handfunkgerät (mit FuG abgekürzt) versteht man ein Funkgerät, welches über eine netzunabhängige Stromversorgung verfügt und dabei so konstruiert ist, dass es von einer Person transportiert und in der Hand bedient werden kann. Es ist der Gegenpol zu den Stationsfunkgeräten, die als Fahrzeugfunkstellen (siehe: Mobilfunkgerät), Landfunkstellen und Relaisfunkstellen verwendet werden.
Bei den Behörden und Organisationen mit Sicherheitsaufgaben werden im Rahmen des BOS-Funk diverse Handsprechfunkgeräte eingesetzt. Diese ermöglichen vor allem den Einsatzstellenfunk und bedingt auch den Fahrzeug- und Leitstellenfunk. Als FuG wird in Deutschland ein FunkGerät bezeichnet, das speziell auf Grund eines Lastenheftes einer Behörde gebaut wird.

## Einsatzgebiet
Im Bereich der Behörden und Organisationen mit Sicherheitsaufgaben wird es vor allem von Streifenwagen der Polizei und bei der Feuerwehr (dort üblicherweise im 2-Meter-Band) beziehungsweise vom Rettungsdienst (im 4-Meter-Band) verwendet, wenn sich die Einsatzstelle weiter vom Fahrzeug entfernt befindet oder mehrere Einheiten unter Zuhilfenahme einer Leitstelle vor Ort oder eines Einsatzleiters koordiniert werden müssen.
Eingesetzt werden die 2-m-Handfunkgeräte (HFuG) zur Kommunikation an der Einsatzstelle, das bedeutet in einem begrenzten Raum. Für die Verständigung mit der Leitstelle wird das 4-m-Band genutzt. Dabei werden die vorhandenen HFuG in Schlüsselpositionen verteilt wie etwa bei einem Brand: ein HFuG beim Einsatzleiter, ein HFuG beim Angriffstrupp, ein HFuG beim Maschinisten bzw. der Atemschutzüberwachung, je nach Verfügung und Einsatzlage: weitere Trupps. Bei anderen Einsatzarten wie Hochwasser werden die HFuG auf die verschiedenen Einsatzstellen verteilt.

### FuG 10

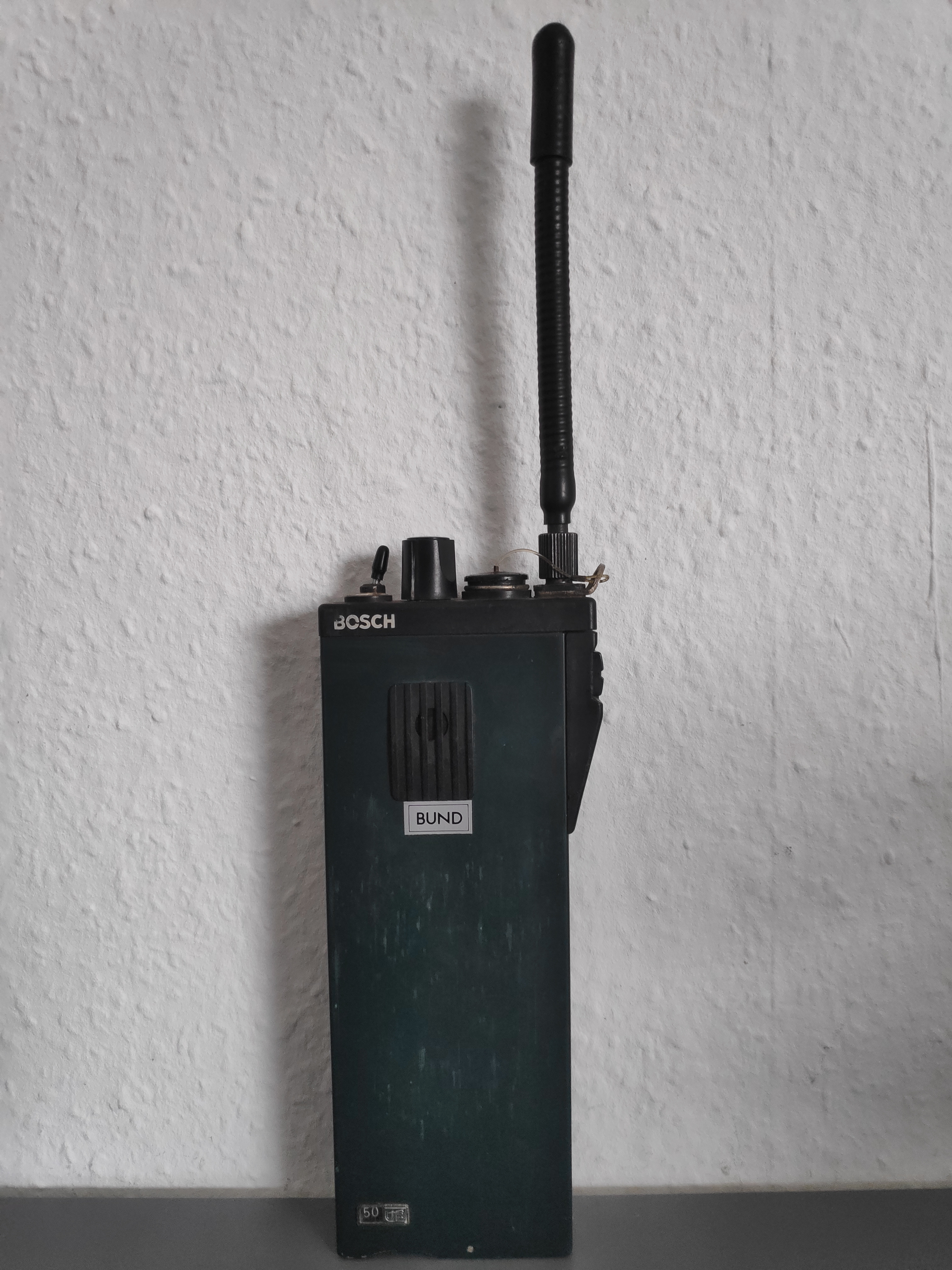
BOSCH FuG 10 mit einer 15-cm-Antenne

Das FuG 10 ist ein Funkgerät für das 2-m-Band mit zehn programmierten Funkkanälen. Es ist üblicherweise lediglich für den Wechselsprechbetrieb geeignet (nur vom Bosch FuG 10 wurden auch für Gegensprechen und für gemischten Betrieb taugliche Varianten angeboten) und hat 1 Watt Sendeleistung. Für das FuG10 gibt es eine 40 cm lange Stabantenne und eine 15 cm lange durch Wendelung elektrisch verlängerte Antenne. Letztere hat jedoch deutlich schlechtere Abstrahleigenschaften als die Stabantenne, ist dagegen jedoch handlicher. Die Betriebsdauer liegt bei vier Stunden.

### FuG 10a
Das FuG 10a ist ein Vielkanal-Funkgerät für 92 Kanäle im 2-m-Bereich. Auf Kanälen die zwar einstellbar, allerdings gesperrt sind, wird ein akustisches Warnsignal gegeben. Sowohl die Bandlage als auch die Verkehrsart sind umschaltbar. Möglich sind Wechselsprech- und bedingter Gegensprechverkehr.
Das Funkgerät hat eine Sendeleistung von 1 Watt und eine Betriebsdauer von mindestens 4,5 Stunden.

### FuG 10b
Das FuG 10b entspricht dem FuG10a, kann jedoch mit einer höheren Sendeleistung betrieben werden und mit FMS oder anderen Zusatzfunktionen ausgestattet sein.

### FuG 11b

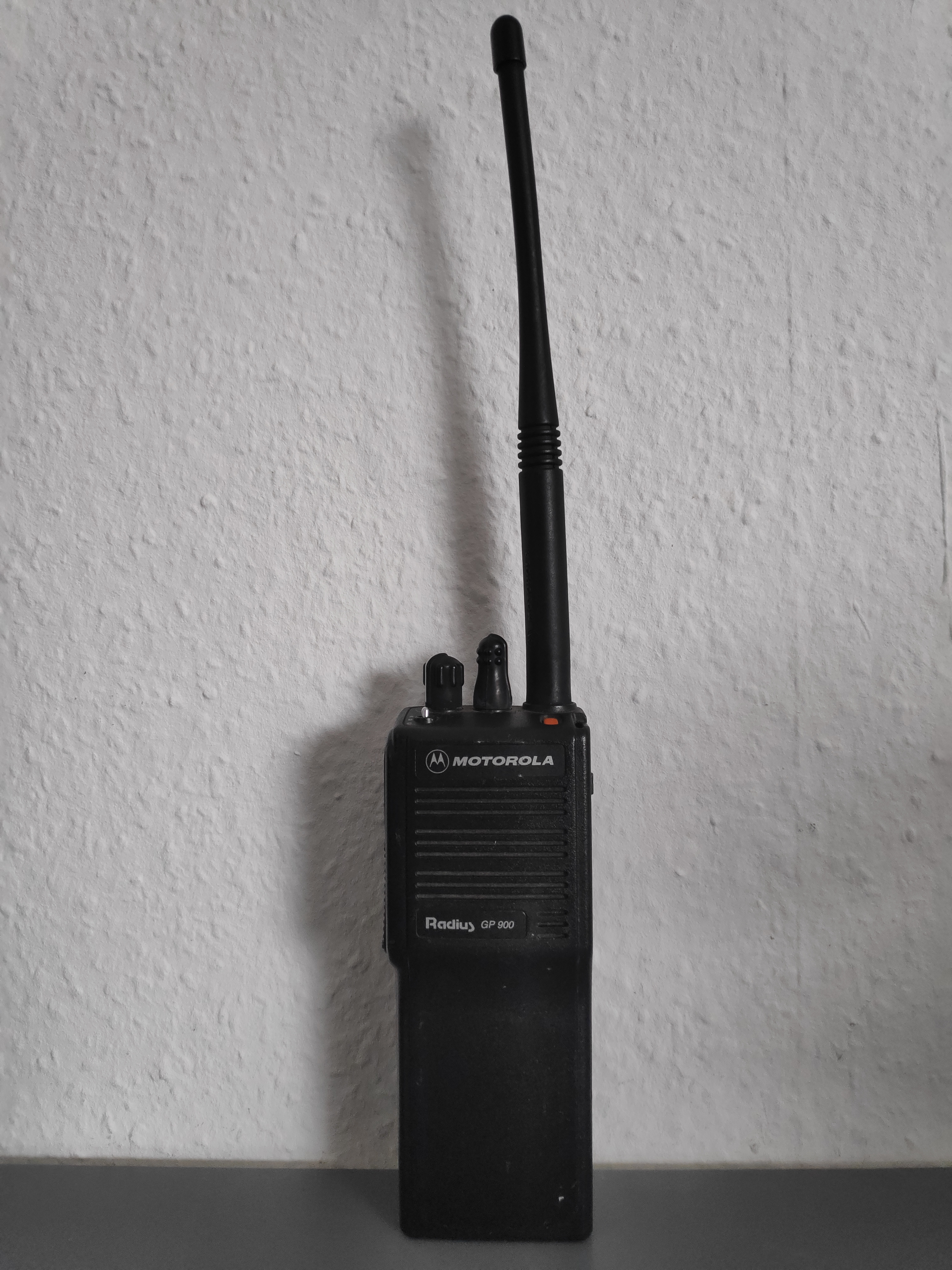
1996 auf den Markt gebrachte MOTOROLA FuG 11b

Das FuG 11b ist seit 1994 eine neue Generation von Handsprechfunkgeräten für das 2-m-Band. Als Vielkanalgerät können alle 117 Kanäle des 2-m-Bereichs sowohl im Ober- als auch Unterband geschaltet werden. Dabei kann es im Wechsel- und im bedingten Gegensprechverkehr betrieben werden. Durch entsprechende Programmierung kann die Anzahl der schaltbaren Kanäle aber auch auf eine bestimmte Auswahl begrenzt werden. Das Gerät hat eine Sendeleistung von 1 Watt und keine festgelegte Benutzeroberfläche mehr. Deshalb gibt es zahlreiche, sehr unterschiedliche Modelle des FuG 11b, die komplett verschieden bedient werden.

### FuG 13
Das FuG 13 hat zehn programmierte Kanäle für das 4-m-Band und eine Sendeleistung von 1 Watt. Es ist geeignet für Wechselsprech- und bedingten Gegensprechverkehr und wurde vor allem für Sonderzwecke verwendet. Sein Aufbau ist dem des Fu G10 angepasst.

### FuG 13a
Das FuG 13a ist ein Vielkanal-4-m-Funkgerät. Bei einer Sendeleistung von 1 Watt kann es sowohl im Unter- als auch Oberband im Wechselsprech- und bedingten Gegensprechverkehr eingesetzt werden. Es ist dem FuG 10a äußerlich weitestgehend angepasst. In einigen Bundesländern ist der Besitz und Betrieb von 4-m-Handfunkgeräten den Stadt- bzw. Gemeindewehrführer und Kreisbrandinspektoren vorbehalten.

### FuG 13b
Das FuG 13b entspricht dem FuG 13a, kann jedoch auch mit einer höheren Sendeleistung betrieben werden und mit Alarmgeber, FMS oder anderen Zusatzfunktionen ausgestattet sein.

### Technische Details

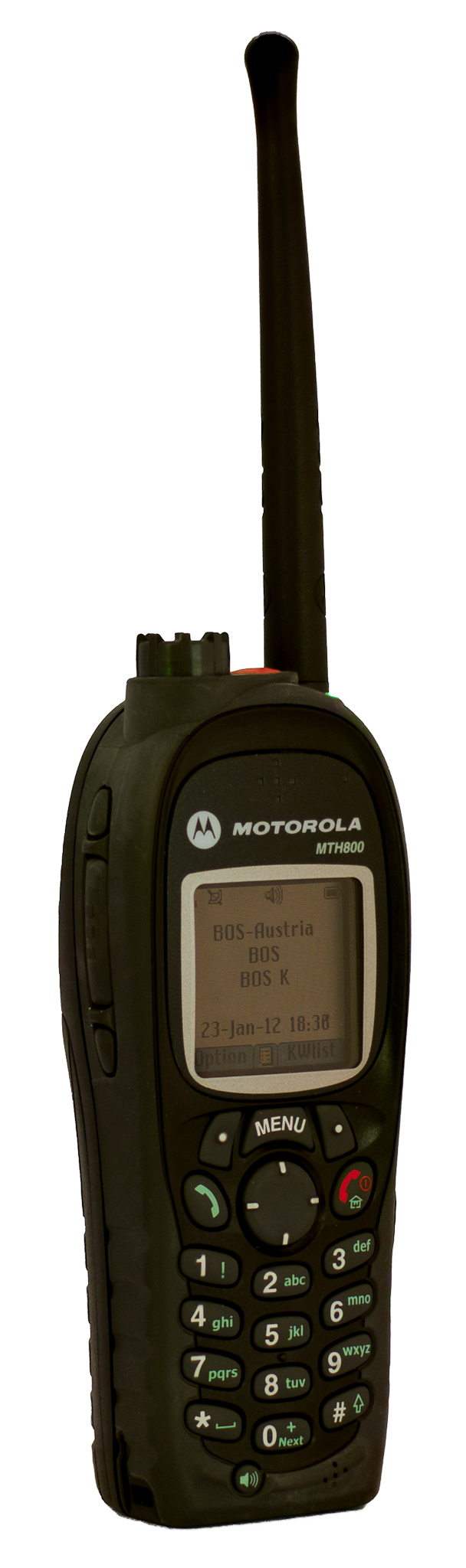
TETRA-Funkgerät Motorola MTH800, das im BOS-Austria-Funknetz eingebucht ist

| Bezeichnungen | FuG 10                             | FuG 10a                                             | FuG 11b                                             | FuG 13                                              | FuG 13a                                             |
| Kanalzahl     | max. 10                            | 92                                                  | 117                                                 | max. 10                                             | ?                                                   |
| Verkehrsarten | Wechselsprechen Unterband/Oberband | Wechsel-/bedingtes Gegensprechen Unterband/Oberband | Wechsel-/bedingtes Gegensprechen Unterband/Oberband | Wechsel-/bedingtes Gegensprechen Unterband/Oberband | Wechsel-/bedingtes Gegensprechen Unterband/Oberband |
| Sendeleistung | 1,0 Watt                           | 1,0 Watt                                            | 1,0 Watt                                            | 2,5 Watt                                            | 2,5 Watt                                            |
| Band          | 2 m                                | 2 m                                                 | 2 m                                                 | 4 m                                                 | 4 m                                                 |

### Digitalfunkgeräte
Bei den BOS werden auch in Deutschland TETRA-Handfunkgeräte (mit HRT = Handheld Radio Terminal abgekürzt) eingesetzt, welche von der Bedienung her wesentlich umfangreicher als oben genannte Geräte, dabei aber auch vielseitiger einsetzbar sind.